# 格伦罗伊·吉尔伯特
格伦罗伊·吉尔伯特（英語：Glenroy Gilbert，1967年8月31日—），加拿大男子田径、雪车运动员。他曾代表加拿大参加1988年、1992年、1996年和2000年夏季奥林匹克运动会田径比赛，其中1996年奥运会获得一枚金牌。